# A Love Letter to You 4
A Love Letter to You 4 è il quarto mixtape commerciale del rapper statunitense Trippie Redd, pubblicato nel 2019.

## Tracce
1. Leray – 2:02
2. Who Needs Love – 2:38
3. Love Sick – 2:57
4. Love Me More – 2:23
5. Real Feel – 4:18
6. This Ain't That (featuring Lil Mosey) – 3:27
7. 6 Kiss (featuring Juice Wrld & YNW Melly) – 3:19
8. Til the End of Time – 2:54
9. U Deserve It (featuring Chris King & Quan'ta) – 4:04
10. Hate Me (featuring YoungBoy Never Broke Again) – 2:24
11. All For Me (featuring Smokepurpp) – 2:44
12. Sickening (featuring Tory Lanez) – 3:13
13. The Grinch – 1:31
14. Death (featuring DaBaby) – 2:52
15. RMP – 2:09
16. M's (featuring Lil Yachty & Pi'erre Bourne) – 1:53
17. Bust Down Deux (featuring Youv Dee) – 2:15
18. The Jungle Book (featuring Lil Wop) – 2:39
19. Chosen – 3:04
20. Abandoned (featuring Mariah the Scientist) – 4:00
21. Can You Rap Like Me, Pt. 2 (featuring Chris King) – 2:12
22. Bad Vibes Forever (XXXTentacion featuring Trippie Redd & PnB Rock) – 2:30